# Port lotniczy Bam
Port lotniczy Bam (IATA: BXR, ICAO: OIKM) – port lotniczy położony w Bam, w ostanie Kerman, w Iranie.